# Air Speed – Fast and Ferocious
Air Speed – Fast and Ferocious (Originaltitel The Fast and the Fierce) ist ein US-amerikanischer Actionfilm aus dem Jahr 2017. Regie führte Ron Thornton, produziert wurde der Film von David Michael Latt für The Asylum.

## Handlung
Benji, der im Besitz eines geheimen Codes ist, wird von einer kriminellen Gruppe erpresst, diesen preiszugeben. Nachdem alle Versuche scheitern, beschließt die Gruppe radikal zu werden. Sie bestücken ein Passagierflugzeug mit einer Bombe. Mit an Bord ist Benjis Frau Donna. Die Bombe ist so programmiert, dass sie automatisch gesprengt wird, erreicht das Flugzeug eine zu niedrige Flughöhe von 250 Metern. So wird ein Landevorgang unmöglich gemacht. Daher ist Pilot Khalib gefordert, die Höhe zu halten, immer die Treibstoffanzeige im Auge. 
Coleman wird damit beauftragt, die Terroristen dingfest zu machen. Als Kopf der Gruppe entpuppt sich die geheimnisvolle Juliette. Während der Ermittlungen werden die Terroristen ein ums andere Mal in die Enge getrieben und schließlich außer Gefecht gesetzt. Doch die vermeintlich an Bord befindliche Bombe bleibt unauffindbar. Erst später bringt man in Erfahrung, dass sich die Bombe nicht innerhalb, sondern außerhalb des Flugzeugs befindet.

## Hintergrund
Es handelt sich um einen Mockbuster zu Fast & Furious 8 aus demselben Jahr. Außerdem ähnelt die Geschichte der des Films Speed. Ein Großteil der Aufnahmen für den Film wurden in den Remmet Studios in Canoga Park realisiert. Er erschien am 4. April 2017 als Direct-to-Video-Film in den USA. In Deutschland startete der Film am 21. April 2017 in den Videoverleih.

## Rezeption
„Haarsträubender Actionthriller, dessen geringes Budget miserable Spezialeffekte bedingt. Darüber hinaus lässt die Abwesenheit jeglicher Logik kein Interesse am kläglichen Plot aufkommen.“

Im Audience Score, der Zuschauerwertung auf Rotten Tomatoes, konnte der Film bei weniger als 50 Stimmen eine Wertung von 20 % erreichen. In der Internet Movie Database hat der Film bei über 670 Stimmenabgaben eine Wertung von 2,5 von 10,0 möglichen Sternen.